# Nogales (Veracruz)
Nogales ist eine Stadt in der Region Altas Montañas im mexikanischen Bundesstaat Veracruz. Die Stadt hat etwa 22.000 Einwohner und liegt 1280 m ü. M. Sie befindet sich auf der Strecke des historischen Camino Real, der die mexikanische Hauptstadt mit der seinerzeit wichtigsten mexikanischen Hafenstadt Veracruz verband.
Nogales ist Verwaltungssitz des Municipio Nogales.

## Name
Ursprünglich trug der Ort die Bezeichnung Oztoticpac, was so viel wie In der Höhle, Auf der Höhle, Bei der Höhle oder Über der Höhle bedeutet und eine Anspielung auf den hiesigen Cañón de la Carbonera mit seinen Schluchten und Tunneln sein dürfte. Sein heutiger Name ist das spanische Wort für ‚Nussbäume‘, die zu früheren Zeiten in der Gemeinde reichhaltig vorhanden waren.

## Geschichte
Im Jahr 1450 fiel der Ort unter aktekische Vorherrschaft.
1524 erkannte Hernán Cortés die Fruchtbarkeit des hiesigen Tals von Orizaba und beauftragte den an der Eroberung Mexikos beteiligten spanischen Soldaten Ojedo el Tuerto, den Zuckeranbau zu kultivieren. Tuerto eröffnete mit der Fabrik von San Juan Bautista Nogales die Überlieferungen zufolge wahrscheinlich erste Zuckerfabrik des amerikanischen Kontinents.
1721 konstituierte sich die Gemeinde als „República de Indios“.
Während des mexikanischen Unabhängigkeitskrieges kam General José María Morelos am 28. Oktober 1812 mit seinen mehr als zehntausend Unabhängigkeitskämpfern in die Stadt, verbrachte dort die Nacht und griff am nächsten Tag vom nahegelegenen Cerro del Borrego die in Orizaba stationierten royalistischen Truppen an, denen er eine schmerzhafte Niederlage zufügte.
Während der französischen Intervention kam im Juni 1862 General Ignacio Zaragoza mit seinen Truppen in die Stadt und bereitete den Kampf gegen die im benachbarten Orizaba stationierten französischen Truppen vor.
1882 wurde in Nogales die Textilfabrik San Lorenzo gegründet, deren Arbeiter sich zusammen mit jenen aus den benachbarten Textilfabriken von Río Blanco und Santa Rosa gegen die Ausbeutung durch die französischen Fabrikinhaber zur Wehr setzten. Der Aufstand wurde brutal niedergeschlagen, als am 7. Januar 1907 das Militär auf Befehl des autoritären Präsidenten Porfirio Díaz von der Schusswaffe Gebrauch machte und mehrere Arbeiter in Río Blanco und Nogales ums Leben kamen. 
1933 entstand in Nogales die neben der im benachbarten Orizaba ansässigen Cervecería Moctezuma einzige Brauerei im Bundesstaat Veracruz. Sie firmierte zeitweise als Cervecería Nogales und als Cervecería Orizaba und braute ein Bier namens Azteca. Nachdem sie 1945 vom Biergiganten Cervecería Cuauhtémoc aus Monterrey übernommen worden war, erhielt sie dessen Namen. Nach der Verschmelzung der Großbrauereien Cuauhtémoc und Moctezuma zur Cervecería Cuauhtémoc Moctezuma im Jahr 1988 wurde die Brauerei in Nogales geschlossen und ihre Produktion nach Orizaba verlagert.
Das Dorf Nogales wurde 1910 in den Rang einer Kleinstadt (villa) erhoben und 1971 erhielt es Stadtrechte (erfolgte die Einstufung als ciudad).

## Sehenswertes
Die wichtigsten Gebäude der Stadt sind die Iglesia de San Juan Bautista und der Templo de San Pedro de Maltrata.
Eine weitere Attraktion ist die Laguna de Nogales.